# 劇団Patch
劇団Patch（）は、日本で関西を拠点に活動する劇団、若手男性俳優集団。短くPatchと称する場合が多い。結成は2012年4月27日。
ワタナベエンターテインメント関西事業本部所属。「D-BOYS」の関西版という位置付けである。演劇公演を中心に、テレビ・ラジオ・イベント出演などで活動する。
総合演出は脚本家・演出家・俳優の末満健一(旗揚げから携わってきたが、2017年「羽生蓮太郎」をもってその任を退く)。劇団名は、一生懸命さを表す関西の言葉「必死のパッチ」に由来する。それと同時に「アップデートプログラム」である「パッチ」、色や形のバラバラな布を継ぎ合わせる手芸技法「パッチワーク」の意味も重ねられている。

## 概要・略歴
「関西演劇界の現状を打開したい」という考えを持っていた末満健一が、ワタナベエンターテインメント社長の渡辺ミキの協力を受けて、D-BOYSの関西版「D-BOYS WEST」として立ち上げた企画である。2012年2月、ワタナベエンターテインメントが公的にPatchの旗揚げを発表、関西在住の男子を対象にメンバーを募集。D-BOYSの牧田哲也と元D-BOYSの中村昌也が「Patch応援団」に就任する。
同年4月27日にメンバー決定の最終選考会が開催され、15名の第一期メンバーが選ばれる。『イケメン食堂』レギュラー出演や『おはよう朝日土曜日です』レポーター出演、単独ライブ開催などを経て、10月4日にABCホールにて旗揚げ公演『OLIVER BOYS』を上演。同月より放送された冠レギュラー番組『F×Patch』は、「深夜台では出色の視聴率」と報じられる。
2013年に二期生が加入。同年8月より、劇団Patchのメンバーが自力で企画・構成を行う企画イベント「月額Patch」を開始。全体公演の他にメディア・イベント出演を重ね、中山義紘が連続テレビ小説『ごちそうさん』に出演するなど、メンバーが単独で活動する機会も得るようになる。
2014年、末満の初監督映画『ラブラブROUTE21』に劇団Patchで総出演、中山が主演を務める。同年5月より、8か月連続で8人の演出家と演劇を行う企画「Patch8番勝負」を開始する。同年9月より三期生が加入。
2015年、3月に末満の手がけるTRUMPシリーズの新作である「SPECTER」を上演。同年12月、Dステ17th「夕陽伝」（脚本：末満健一 演出：岡村俊一）と「連鎖上演」として「幽悲伝」（脚本・演出：末満健一）が上演された。
同年、会場を森ノ宮ピロティサブホールからABCホールに移し、4期生オーディションが開催される。また、従来の無料ファンクラブ「パッチーズ」サービス終了。ワタナベエンターテインメントオフィシャルサイト「WE！プレミアム」にファンクラブサイトが移行する。
2017年、Patch stage vol.10 『羽生蓮太郎』をもって末満が総合演出より退く。以降は劇団外の演出家がPatch Stageを手掛ける。
2019年、Patch × TRUMP series 10th Anniversaryとして「SPECTER」の再演を上演。2年ぶりに末満が劇団の作演を手掛けた。
2020年、劇団結成8周年を迎え、今年2020年を8（パッチ）YEARとし「Patch 8th Anniversary Action!!～笑うアホには福来たる～」を企画。さまざまなイベントの開催を予定していたが、新型コロナウイルス感染拡大の為、中山のバースデーイベントと音楽朗読劇「マインド・リマインド～I am…～」以外の企画が全て中止となった。

## メンバー

### 現メンバー
（2023年9月1日現在、公式サイトの掲載順）
第1期生　（2012年4月27日結成）
- 中山義紘（1990年2月23日 - ） - クリエイティブリーダー 観客投票第1位
- 井上拓哉（1995年11月7日 - ）
- 竹下健人（1993年5月23日 - ）
- 三好大貴（1992年7月27日 - ）
- 星璃（1994年3月24日 - ）観客投票第2位

第3期生　（2014年9月15日加入）
- 近藤頌利（1994年4月12日 - ）

第4期生　（2015年9月12日加入）
- 田中亨（1999年2月15日 - ） - グランプリ
- 納谷健（1995年8月7日 - ） - 準グランプリ

### 過去のメンバー
脱退時順。卒業生の村川以外のメンバーは、全員が脱退・卒業と同時にワタナベエンターテインメントを離籍している。
- 江藤佳史 - 第1期生。2012年12月20日にPatchの公式ブログにて発表[16]。
- 辰巳俊成 - 第1期生。2013年4月27日にPatchの公式ブログにて発表[17]。
- 亀井椋太 - 第1期生。 同上[17]。
- 上仁樹 - 第1期生。2013年6月1日に『おはよう朝日土曜日です』の生放送にて発表。その後、Patchの公式ブログにて再度発表[18]。
- 金澤健太 - 第1期生。2013年8月25日に『浦川泰幸の「劇場に行こう!」』の放送にて発表。その後、Patchの公式ブログにて再度発表[19]。
- 棚橋麗音 - 第2期生。2013年12月28日にPatchの公式ブログにて発表[20]。
- 中村圭斗 - 第2期生。2015年4月27日にPatchの公式ブログにて発表[21]。
- 上野優人 - 第1期生。2015年5月22日にPatchの公式ブログにて発表[22]。
- エレガンス高島 - 第1期生。2016年2月28日にPatchの公式ブログにて発表[23]。
- 有馬純（1997年9月13日 - ） - 第3期生。2017年5月15日にPatchの公式ブログにて発表。
- 岩崎真吾（1992年2月1日 - ）- 第1期生。2017年7月10日にPatchの公式ブログにて発表。その後、7月29日放送ABCラジオ『橋詰優子の「劇場に行こう！」』にて卒業発表された。
- 山田知弘（1994年4月2日 - ）- 第2期生。2017年8月1日にPatchの公式ブログにて発表。

### 卒業生
- 村川勁剛（1991年8月23日） - 第1期生。劇団Patchリーダー 。2016年12月31日『紅白パチ合戦2016』のイベントをもって卒業。メンバーを引退し、プロデュース業に転向。「卒業」と称されたのは村川が初めて。2016年10月11日にPatchの公式ブログにて発表[24]。
- 尾形大吾（1996年11月10日 - ） - 第4期生。キャラ得部門で加入。2019年7月1日に「尾形大悟」から改名。2020年9月28日に公式サイトにて、「カンテレ×劇団Patchプロジェクト 音楽朗読劇『マインド・リマインド〜I am…〜』」（2020年12月〜2021年1月上演）への出演をもって卒業することを発表[25]。
- 藤戸佑飛（1994年7月20日 - ） - 第4期生。キャラ得部門で加入。上記の尾形大吾と同じ過程で卒業することを発表[25]。
- 吉本考志（1992年5月2日 - ）- 第2期生。2023年4月、劇団Patchの卒業を発表[26][27]。
- 松井勇歩（1991年10月30日 - ）- 第1期生。観客投票第3位。2023年8月、劇団Patchの卒業を発表[28]。

## 公演

### 本公演
Patch 旗揚げ公演『OLIVER BOYS』
作・演出：末満健一
日程・会場：2012年10月4日・5日、ABCホール
Patch stage vol.2『巌窟少年』
作・演出：末満健一
日程・会場：2013年3月29日 - 31日、ABCホール
Patch stage vol.3『白浪クインテット』
作・演出：末満健一
日程・会場：2013年10月11日 - 14日、ABCホール
客演：橋爪未萠里（劇団赤鬼）、大塚宣幸（大阪バンガー帝国）、西原希蓉美、鈴木洋平、伊藤えん魔、永井礼佳
Patch stage vol.4『破壊ランナー』
作：西田シャトナー
演出：潤色：末満健一
日程・会場：2014年3月6日 - 9日、ABCホール
客演：保村大和、遠坂百合子、山浦徹
Patch stage vol.5『観音クレイジーショー』
作・演出：山崎彬（悪い芝居）
日程・会場：2014年12月24日 - 30日、in→dependent theatre 2nd
客演：田中良子（ブルーシャトル）、植田順平（悪い芝居)、向田倫子（ババロワーズ）
Patch stage vol.6『SPECTER』
作・演出：末満健一
日程・会場：2015年3月18日 - 22日、ABCホール
客演：早川丈二（MouesePiece-ree）、丹下真寿美、永津真奈（Aripe/ブルーシャトル）
アンサンブル出演：高安智美（劇団SORA）、本城咲月（イズム）、井本涼太（劇団そとばこまち）、
豊哉（劇団そとばこまち）、西山将太、磯山真也
Patch stage vol.7『幽悲伝』
作・演出：末満健一
日程・会場：2015年12月19日 - 20日、森ノ宮ピロティホール
客演：田渕法明(ブルーシャトル)、中川浩三(Zsystem)、三津谷亮(D-BOYS)
アンサンブル出演：竹村晋太朗(劇団壱劇屋)、吉田青弘、内村正年(W.Strudel)
浦田克昭、伊藤駿九郎(KING&HEAVY)、キタノの大冒険(よしもとクリエイティブエージェンシー)
Patch stage vol.8 浮世戯言歌劇『磯部磯兵衛物語～浮世はつらいよ～高尾山地獄修業編』
作・演出：末満健一
日程・会場：2016年4月20日 - 25日、ABCホール
客演：鎮西寿々歌、川下大洋(Piper)、竹村晋太朗(劇団壱劇屋)、坂本頼光(声の出演)
アンサンブル出演：高道屋沙姫(かまとと小町)、尾形柚香(かまとと小町)、福島直季(ろみお座)、
井立天(劇団壱劇屋)、キタノの大冒険(よしもとクリエイティブエージェンシー)、中村康仁（劇団Patch研究生）
Patch stage vol.9 舞台『磯部磯兵衛物語～浮世はつらいよ～天晴版』
作・演出：末満健一
日程・会場：2016年10月20日 - 25日、ABCホール
客演：鎮西寿々歌、川下大洋(Piper)、ドヰタイジ(STAR☆JACKS)、お～い！久馬(ザ・プラン9)、
伊藤駿九郎(KING&HEAVY)、鈴木洋平、山浦徹、坂本頼光(声の出演)
アンサンブル出演：高道屋沙姫(かまとと小町)、尾形柚香(かまとと小町)、大土知郎（劇団M’s‐G）、國枝千尋（劇団六風館）、
酒井渚羽（劇団赤鬼）、飯嶋松之助（KING&HEAVY）、和田崇太郎（KING&HEAVY）
Patch stage vol.10 『羽生蓮太郎』
作・演出：末満健一
日程・会場：2017年4月20日 - 24日、in→dependent theatre 2nd
vol.2『巌窟少年』以来となる劇団員のみの公演
日替わりや声のみ出演のメンバーもいるが、劇団員が全員出演している作品
Patch stage vol.11『JOURNEY-浪花忍法帖-』
原案：劇団Patch
脚本・構成／演出：我孫子令(劇団偉人舞台)
日程・会場：2017年9月29日 - 10月8日(全16公演)、in→dependent theatre 2nd
日程・会場：2017年10月20日 - 22日(全6公演)、新宿シアターモリエール
劇団初の東京公演。初の役替わり上演(霧ver／虹ver)
Patch stage vol.12『ボクのシューカツ。』
作・演出：岡部尚子（空晴）
日程・会場：2018年10月31日 - 11月4日(全10公演)、HEPホール
日程・会場：2018年11月15日 - 17日(全4公演)、銀座博品館劇場
Patch stage vol.13『カーニバル！カーニバル！カーニバル！カーニバル！カーニバル！カーニバル！カーニバル！カーニバル！カーニバル！カーニバル！カーニバル！カーニバル！カーニバル！』
脚本・演出＝細川博司（バンタムクラスステージ）
日程・会場：2019年10月31日〜11月3日(全6公演）、シアターサンモール
日程・会場：2019年11月6日〜11月10日(全7公演)、ABCホール

### Patch8番勝負
其の壱「11人の嫉妬する男たち 〜11 JEALOUS MEN〜」
作・演出：たかせかずひこ（ババロワーズ）
日程・会場：2014年5月18日 - 19日、森ノ宮ピロティホール・サブホール
其の弐「殺人の原稿犯で逮捕します」
作・演出：久馬歩（ザ・プラン9）
日程・会場：2014年6月22日、森ノ宮ピロティホール・サブホール
ゲスト：浅越ゴエ（ザ・プラン9）
其の参「森ノ宮演出家連続殺害事件」
作・演出：福谷圭祐（匿名劇壇）
日程・会場：2014年7月27日、森ノ宮ピロティホール・サブホール
ゲスト：石畑達哉（匿名劇壇）
其の四｢魁！男肉塾｣
作・演出：池浦さだ夢（男肉 du Soleil）
日程・会場：2014年8月23日、森ノ宮ピロティホール・サブホール
ゲスト：クリ太マメ男（男肉 du Soleil）、城之内コゴロー（男肉 du Soleil）
其の五「逆さの鳥」
作・演出：稲田真理（伏兵コード）
日程・会場：2014年9月29日 - 30日、森ノ宮ピロティホール・サブホール
其の六「沈黙のZOO」
作・演出：大熊隆太郎（壱劇屋）
日程・会場：2014年10月28日 - 29日、森ノ宮ピロティホール・サブホール
ゲスト：西分綾香（壱劇屋）、竹村晋太朗（壱劇屋）
其の七「筋肉少年」
作・演出：石原正一（石原正一ショー）
日程・会場：2014年11月19日 - 20日、森ノ宮ピロティホール・サブホール
其の八は、本公演として Patch stage vol.5『観音クレイジーショー』を上演

### Patch stage EX
『熱海殺人事件』
作：つかこうへい
演出：山浦徹(化石オートバイ)
出演：三好大貴、村川勁剛、松井勇歩（以上、劇団Patch）、立花明依
日程・会場：2015年8月21日 - 23日、in→dependent theatre 1st
『Four Contacts ～よん!ろしくお願いします!! 劇団Patch四期生お披露目祭!!』
出演：田中 亨、納谷 健、尾形 大悟、藤戸 佑飛
[芝居パート]『 The Calling 』
作・演出・客演：山浦徹 (化石オートバイ)
[企画パート] 司会：大塚宣幸
日程・会場：2016年2月20日 - 21日、HEP HALL

### その他
舞台版『ボクら劇団Patchです！！』
作・演出：劇団Patchメンバー
日程・会場：2015年2月1日、森ノ宮ピロティホール・サブホール
劇団Patch特別公演『大阪ドンキホーテ 〜スーパースター Patch ver.〜』
作：丸尾丸一郎(劇団鹿殺し)
演出：菜月チョビ(劇団鹿殺し)
日程・会場：2018年3月23日 - 24日、大阪市中央公会堂
出演：三好大貴、田中亨、納谷健、近藤頌利、吉本考志、尾形大悟、藤戸佑飛、竹下健人、星璃 (以上、劇団Patch)
客演：鷺沼恵美子(劇団鹿殺し)、大西ユカリ
アンサンブル出演：阿部駿一郎、尾形柚香(かまとと小町)、キタノの大冒険、木下健(短冊ストライプ)、楠木健吾、寺本菜乃、茶谷芙希、東千紗都(匿名劇壇)、又森美利亜、向田倫子(ババロワーズ)、無糖新十郎
※大阪市・平成29年度演劇鑑賞会企画運営業務委託
Patch × TRUMP series 10th Anniversary『SPECTER』
作・演出：末満健一
日程・会場：2019年3月29日 - 3月31日(全4公演)、森ノ宮ピロティホール
　　　　　　2019年4月19日 - 21日(全6公演)、本多劇場
出演：松井勇歩、竹下健人、田中亨、井上拓哉、納谷健、藤戸佑飛、尾形大悟、星璃、吉本考志、三好大貴、中山義紘 (以上、劇団Patch)
客演：下川恭平、松原由希子(匿名劇壇)、齋藤千夏、立花明依
アンサンブル出演：豊田真丸、増田璃生、安東利香、飯嶋松之助、喜多村夏実、中路輝、松田悠、無糖新十郎、山田命、横濱康平
カンテレ×劇団Patchプロジェクト　音楽朗読劇「マインド・リマインド～I am…～」
作：古家和尚 演出：木村淳（カンテレ）
日程・会場：2020年12月26日（土）～12月27日（日）、サンケイホールブリーゼ
　　　　　　2021年1月28日（木）～1月31日（日）、紀伊國屋サザンシアター TAKASHIMAYA
出演：劇団Patch
客演：谷村美月、入山法子（Wキャスト）、青山郁代、秦コータロー、齋藤晋介

## 出演

### バラエティ・情報番組
- イケメン食堂（2012年4月18日 - 9月26日、朝日放送）
- おはよう朝日土曜日です（2012年7月14日 - 、朝日放送） - 中山、松井、上仁[注 2]
- F×Patch（2012年10月3日 - 12月19日、朝日放送）
- B×Patch（2013年1月9日 - 3月27日、朝日放送）
- Patch全開!（2013年2月15日、朝日放送）[30]
- すもももももも!ピーチCAFÉ（2015年4月11日 - 読売テレビ） - 村川、吉本
- 朝生ワイド す・またん!（2015年7月 - 読売テレビ） - 吉本
- おはよう朝日です （2016年3月 - 朝日放送） - 星璃
- ピーコ&兵動のピーチケパーチケ（2020年8月・9月 - 関西テレビ）

### テレビドラマ
- Y・O・U やまびこ音楽同好会（2013年11月、関西テレビ） - 村川
- 悪夢の六号室（2013年12月、朝日放送） - 中山、松井
- D-BOYS 10th Anniversary Project ショートフィルム フェスティバル「10分な学級会」（2014年1月、朝日放送） - 井上
- ごちそうさん（2014年2月 - 3月、NHK） - 中山
- ごめんね青春!（2014年10月12日 - 、TBS） - 山田
- 「大阪環状線-Part1-ひと駅ごとの愛物語」第3話 - 中山
- 「大阪環状線-Part3-ひと駅ごとのスマイル」（2018年2月、関西テレビ） - 田中（第2話）・松井（第5話）
- 「 閻魔堂沙羅の推理奇譚」 第1回（2020年10月31日、NHK総合テレビジョン） - 中山、田中

### 映画
- 恋するミナミ（2014年）
- ラブラブROUTE21（2014年）[14]

### 舞台
- Evergreen Online/EDIT（2013年7月） - 杞山
- 『月夜の日日と永遠の街』-和泉式部日記『五月十五日』ヲモトニ-（2013年8月） - 中山
- ピースピットVOL.18「れみぜやん」（2014年1月） - 竹下
- 月刊コントHEP号（2014年5月） - 杞山、松井
- 演劇集団よろずや VOL.23「盆がえり」（2014年6月） - 杞山
- 劇団壱劇屋「UNKNOWN HOSPITAL」（2014年6月） - 中山 (日替わりゲスト)
- 吉本新喜劇 佐藤太一郎企画その8「風のピンチヒッター'14」（2014年6月） - 松井、竹下 (オキタ役ダブルキャスト)
- sunday play 日本の名作＃2「友達」（2014年7月） - 中山
- カフェスタ 〜注文の多い喫茶店〜（2014年9月） - 村川、山田
- 紅蓮、ふたたび（2014年10月） - 杞山
- Love Later（2014年10月） - 中山
- 月刊コント10月号（2014年10月） - 井上、高島
- 劇団壱劇屋 第24回公演「突撃!ゴールデンチャイナタウン!! 〜暗黒霊幻道士VSドラゴンナリタ〜」（2014年11月） - 村川
- マンガロ〜集団漫画朗読〜（2014年11月） - 松井、竹下、中村
- かのうとおっさん「うっかり婚活スターウォーズ」（2015年1月） - 村川 (日替わりゲスト)
- カフェスタ 〜注文の多い喫茶店〜 エピソード2（2015年4月） - 村川、山田
- ICHIGEKIYA MASHUP PROJECT VOL.1「GOLD BANGBANG!!」（2015年4月） - 吉本
- ICHIGEKIYA MASHUP PROJECT VOL.2「Windows5000」(2015年6月)　-　岩崎

### ラジオ
- 浦川泰幸→橋詰優子の「劇場に行こう!」（2013年1月13日 - 、ABCラジオ） - 岩﨑、金澤[注 2]、杞山、中山
- どっちもPatch!?（2013年4月8日 - 2016年3月29日、ソラトニワ梅田）
- ボクら劇団Patchです!!（2014年4月7日 - 2016年3月23日、ラジオ大阪） - MC：松井[15]、ゲスト：Patchメンバー1人
- おおきにラジオ（2015年11月8日 - 2018年10月8日、毎月8日配信、WEプレミアム） - MC：松井　ゲスト：Patchメンバー1人

### インターネット
- パッチーズTV（2013年11月 - 、Ustream）

### CM
- 「スマ婚」インフォマーシャルCM（2012年・2013年）

### 主なイベント
- 夏Patch2012（2012年8月5日、森ノ宮ピロティホール・サブホール）
- 冬Patch2012（2012年12月15日・16日、森ノ宮ピロティホール・サブホール）
- 月額Patch
  - 月額Patch vol.1 〜1000円だョ! 森ノ宮に全員集合〜（2013年8月29日、森ノ宮ピロティホール・サブホール）
  - 月額Patch vol.2 〜1000円だョ! 森ノ宮に全員集合〜（2013年9月22日、森ノ宮ピロティホール・サブホール）
  - 月額Patch vol.3 〜1000円だョ! 森ノ宮に全員集合〜（2013年10月20日、森ノ宮ピロティホール・サブホール）
  - 月額Patch vol.4 〜1000円だョ! 森ノ宮に全員集合〜（2013年11月29日、森ノ宮ピロティホール・サブホール）
  - 月額Patch vol.5 〜クリスマスだョ! 森ノ宮に全員集合〜（2013年12月25日、森ノ宮ピロティホール・サブホール）
  - 月額Patch vol.6「希望が峰の奇跡」（2014年1月25日、森ノ宮ピロティホール・サブホール）演出：村川勁剛
  - 月額Patch vol.7「ビターなバレンタイン」（2014年2月21日、森ノ宮ピロティホール・サブホール）演出：杞山星璃
  - 月額Patch vol.8 〜公演中だョ! ABCホールに全員集合!!〜（2014年3月7日、ABCホール）
  - 月額Patch 特別編 〜公演終了だョ! 森ノ宮に全員集合!!〜（2014年3月28日、森ノ宮ピロティホール・サブホール）
- アニメイト×劇団Patch 6ヶ月連続イベント～もし普通のヲタクの山田知弘が「劇団Patch」をプロデュースしたら～
  - vol.1（2015年1月16日、アニメイト・大阪日本橋店）
  - vol.2（2015年2月13日、アニメイト・大阪日本橋店）
  - vol.3（2015年3月27日、アニメイト・大阪日本橋店）
  - vol.4（2015年4月25日、アニメイト・大阪日本橋店）
  - vol.5（2015年5月30日、アニメイト・大阪日本橋店）
  - vol.6（2015年6月27日、アニメイト・大阪日本橋店）
- 劇団Patchのパッチこーい!!（2016年1月24日、HEPホール）
- 劇団Patchで年忘れ!紅白パチ合戦2016〜前前前世から千千千円と決めてたよ〜（2016年12月31日、森ノ宮ピロティホール）
- 劇団Patchのファン感謝祭！『パッチこーい！！vol.2〜今年初めて全員揃いますねんSP！（2017年9月5日、ABCホール）
- 劇団Patchのファン感謝祭！『劇団Patchのパッチこーい!! vol.3～時は来た。全員集合2days祭り!!～』（2018年9月3日、ABCホール）
- 劇団Patchのファン感謝祭！東京初上陸『劇団Patchのパッチこーい!!〜ボクカツ。終活祭り!!～』（2018年11月18日、博品館劇場）
- 劇団Patchのファン感謝祭！『劇団Patchのパッチこーい!! vol.4～パチベンジャーズ全員集結（アッセンブル）!!2019年のエンドゲーム!!～』（2019年12月16日、YES THEATER）
- 中山義紘バースデーイベント『三十祭～なかよしの宴2020～」（2020年2月24日、森ノ宮ピロティホール）

### その他
- 「大阪パスポート」オフィシャルサポーター（2012年）
- 「大阪モーターショー」オフィシャルサポーター（2013年）
- 『大坂の陣400年天下一祭』PR武将隊「大坂RONIN5」（2014年） - 中山、井上、岩﨑、吉本[31]

## 作品

### DVD
- OLIVER BOYS（2012年12月14日）
- 巌窟少年（2013年7月20日）
- 白浪クインテット（2014年4月27日）
- Patch8番勝負
- 観音クレイジーショー(2015年06月27日)
- SPECTER(2015年05月20日)
- 幽悲伝(2016年04月02日)
- 浮世戯言歌劇「磯部磯兵衛物語～浮世はつらいよ～」 高尾山地獄修行編(2016年10月19日)
- 舞台「磯部磯兵衛物語～浮世はつらいよ～ 天晴版」(2017年03月15日)

## 書籍

### 雑誌
- 関西ウォーカー「Patchのチャレンジ道場」（2012年7月 - 12月、角川マガジンズ）